# Cosmos 145
Cosmos 145 (en cirílico, Космос 145) fue un satélite artificial soviético perteneciente a la clase de satélites DS (el segundo y último de los dos de tipo DS-U2-M) y lanzado el 3 de marzo de 1967 mediante un cohete Cosmos 2I desde el cosmódromo de Kapustin Yar.

## Objetivos
La misión de Cosmos 145 consistió en realizar pruebas tecnológicas para desarrolla relojes atómicos.

## Características
El satélite tenía una masa de 250 kg y fue inyectado inicialmente en una órbita con un perigeo de 220 km y un apogeo de 2135 km, con una inclinación orbital de 48,4 grados y un periodo de 108,6 minutos.
Cosmos 145 reentró en la atmósfera el 8 de marzo de 1968.

## Resultados científicos
Se realizaron mediciones del desplazamiento de la frecuencia del máser del satélite para realizar verificaciones de la teoría de la relatividad general de Einstein.